# تمديد الرجل

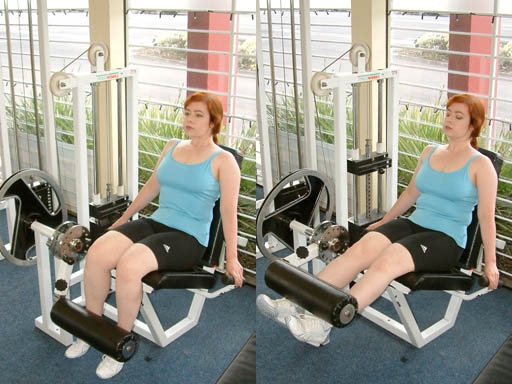
تمديد الرجل

تمديد الرِّجل (الرجل لغة: من أَصل الفَخِذ إِلى القدم) هو تمرين مقاوم للاثقال يستهدف عضلات الفخذ. تُمارس ذلك بجهاز يسمى جهاز تمديد الرجل. لهذه الأجهزة العديد من المصنعين، وكل يختلف قليلا عن الآخر. يوجد الجهاز في مرافق معظم نوادي الحديد وغرف الاوزان. تمديد الرجل هو ممارسة معزولة تستهداف مجموعة واحدة محددة من العضلات وهي عضلات الفخذ. ولا ينبغي عدها مجموعة كاملة لتمارين الرجلين (الطرف السفلي)، مثل القرفصاء أو الرفعة الميتة.

## الروابط الخارجية
- طريقة الصحيحة والخاطئة للقيام بالضغط على الرجل
- فيديو تمديد الرجل
- موارد آخر جيد لتمديد الرجل
- تمديد الرجل التعليمات المتحركة